# 第二インターナショナル
第二インターナショナル（だいにインターナショナル、英: Second International）は、社会主義者の国際組織である。1889年に結成され、1914年の第一次世界大戦において分裂した。前身は第一インターナショナル。後継組織として第三インターナショナル（コミンテルン）、労働社会主義インターナショナル、社会主義インターナショナル等がある。正式名称は国際社会主義者大会（こくさいしゃかいしゅぎしゃたいかい、英語: International Socialist Congress）である。

## 歴史
1889年7月14日、パリのペトレル通りでマルクス主義者らが集会を催す。20カ国・400名に上る代表者が出席し、主に次のことを討議した。
1. フランスにおける社会主義者たちの統一について
2. 8時間労働制の主張
3. 常備軍批判と民兵制の推進
4. 普通選挙権と議会への社会主義者の参加
5. メーデーを国際労働運動のための休日とする

1891年8月のブリュッセル大会では
1. 労働条件のための立法を要求
2. 国際的な労働組合運動の組織化

が議題にあがった。
1893年8月のチューリヒ大会では主流派社会主義者（マルクス主義者）の方針が勝利し、直接行動ではなく議会進出による条件改善に重きが置かれる。また、フリードリヒ・エンゲルスが名誉会長に選出される。
1896年のロンドン大会では前回に引き続いて党派性を露骨にし、ヘンリー・ハインドマンの主導によってアナーキストたちは排除される。アナーキストたちは黒色インターナショナルを形成し、ドイツ社会民主党の組織力と統制がインターナショナルを左右し始める。
1900年9月のパリ大会ではカール・カウツキーによってフランス社会主義者アレクサンドル・ミルランの場合のように例外措置としての入閣を認める決議が採択され、
1. 加盟党派すべてが従う戦術問題を討議し、方針を決定する権限を得た
2. インターナショナル事務局の設置

などのブルジョワ政党との妥協とインターナショナル内の組織強化という成果があった。
1904年8月アムステルダム大会では、日露戦争で交戦中であった両国代表プレハーノフと片山潜が大会冒頭で握手を交わし、国際的結束をアピール。フランス諸党派の統一が希望された。また、インド国民会議派の創設者で有名なダーダーバーイー・ナオロージーがイギリス帝国主義をこの大会の演説で批判。これ以降、民族問題と帝国主義・国際戦争を主題として、インターナショナルでの議論が続く。
1907年シュトゥットガルト大会は、フランス代表ギュスターヴ・エルヴェにより「労働者は自国の宣戦布告にさいして反乱とゼネラル・ストライキ（ゼネ・スト）で応じるべきである」という動議が提出され、さらにロシア代表のレーニンとポーランド・ロシアの代表であるローザ・ルクセンブルクによる同趣旨の修正案を受け、14名の小委員会が作成した長文の決議が採決された。それは
シュトゥットガルト決議
1. 社会主義者は議会で軍備縮小と常備軍撤廃のために努力すべきである
2. 関係諸国の労働階級は、戦争勃発を阻止するよう全力を注ぐべきである
3. 戦争が勃発したならば、労働者階級は戦争の速やかな終結をめざして干渉するとともに、戦争によって引き起こされた危機を利用して、資本主義の廃絶を促進すべく全力をつくして戦うべきである

という、具体的な手段を明示しない、混乱した希望を並べたものにすぎなかった。
1910年のコペンハーゲン大会では軍事予算をイギリス労働党が認めたことから、ドイツ社会民主党との論戦が起こり、イギリス代表のケア・ハーディとフランス代表のエドゥアール・ヴァイヤンによりゼネ・ストが強く主張された。
1912年11月バーゼルで第一次バルカン戦争を受けての緊急大会が行われ、シュトゥットガルトとコペンハーゲンの決議が繰りかえされた。ベルン大会があった1913年に、それまで軍事予算に反対していたドイツ社会民主党内部で分裂が起こる。1914年7月オーストリアがセルビアへ最後通牒を発し、その直後の7月29日ブリュッセルでインターナショナル事務局会議が開かれるが、8月9日にパリで大会を開催するというほか何ら実質ある戦争抑止策は提案されなかった。傑出した雄弁家であり、国際主義者として信望を集めヨーロッパの平和を熱望していたフランスのジャン・ジョレスが暗殺され、第二インターナショナルを導きうる唯一の政党であったドイツ社会民主党は戦時予算の議決を棄権すべしという少数派を押し切り、8月4日のドイツ帝国議会において戦争を支持し政府に協力する「城内平和」路線へと舵をきった。フランス、オーストリアの社会主義者も同じ行動をとった。
ここに第二インターナショナルは、戦争を支持する多数派と反戦主義者の少数派に分裂することとなる。後者の少数派は、1915年にツィンマーヴァルト、1916年にキーンタールで反戦を訴える大会を行っている（ツィンマーヴァルト運動）。